# Guerra civil yemení (2014-presente)
La guerra civil yemení es un enfrentamiento armado en la República de Yemen como consecuencia del golpe de Estado de 2014 contra el presidente Al-Hadi. Dos partes enfrentadas y radicalizadas se disputan el gobierno yemení.
Los separatistas del sur y las fuerzas leales al gobierno de Al-Hadi, con sede en Aden, luchan contra los guerreros hutíes y las fuerzas leales al expresidente Salé. La organización al-Qaeda de la Península arábiga y el Estado Islámico de Irak y el Levante también han participado en el conflicto, la AQPA llegó a controlar algunos territorios en el interior y trechos de la costa.
En este contexto, hay en curso una intervención militar extranjera —Operación Tormenta Decisiva— que comenzó cuando la coalición de Estados árabes, liderada por Arabia Saudí, emprendió una campaña aérea y terrestre en territorio de su vecino Yemen, el 25 de marzo de 2015, para intentar repeler a las fuerzas hutíes, presuntamente respaldadas y armadas por Irán. Pese a los ataques de la coalición, la mayor parte de las víctimas resultan ser población civil.
El 18 de agosto, Amnistía Internacional (AI) denunció que se cometían crímenes de guerra contra la población civil de Yemen y que las fuerzas leales a Abd Rabbuh Mansur al-Hadi eran las responsables. En su informe, AI presentó evidencias de ocho ataques aéreos que mataron a 141 civiles y dejaron heridos a 101. 
Ambas partes utilizan como armas cohetes de granizo, mortero y artillería, consideradas imprecisas y que no permiten discriminar objetivos en zonas altamente pobladas. Por ello, AI reclamó al Comité de Derechos Humanos de la ONU la creación de una comisión independiente para investigar estos supuestos crímenes.
Un informe difundido por la Comisión Europea en diciembre de 2018 estimaba en 60 000 las víctimas mortales del conflicto. Para principios de 2021, las agencias de la ONU estimaron que al menos 250 000 personas habrán muerto como consecuencia de los combates y la crisis humanitaria. Para finales de 2021, el número de muertes relacionadas con la guerra sería de 377 000, según la ONU.
El 2 de abril de 2022, la ONU negoció una tregua nacional de dos meses entre las partes beligerantes de Yemen, que también permitiría la importación de combustible a las zonas controladas por los hutíes y algunos vuelos que operan desde el aeropuerto internacional de Saná a Jordania y Egipto. 
El 7 de abril de 2022, el gobierno de Hadi se disolvió y el Consejo de Liderazgo Presidencial (PLC) asumió el mando de la República Yemení, incorporando al Consejo de Transición del Sur a su nuevo gobierno. La ONU anunció el 2 de junio de 2022 que la tregua nacional se había prorrogado dos meses.

## Antecedentes

### Formación de los hutíes
Ansar Allah, conocidos popularmente como los hutíes, un grupo zaidí con orígenes en la montañosa gobernación de Sa'dah, en la frontera norte de Yemen con Arabia Saudita, comenzaron una guerra de baja intensidad contra el gobierno de Yemen en 2004. La intensidad del conflicto ha variado en el transcurso de la década de los 2000, con múltiples negociaciones de paz, descartadas más tarde.
En un frente independiente en el 2007, los sureños comenzaron a exigir la secesión del sur a través de protestas pacíficas, que se encontraron con la respuesta brutal de las fuerzas gubernamentales
La insurgencia hutí se intensifica en el 2009, incursiona brevemente a la vecina Arabia Saudita, de parte del gobierno yemení, pero se calmó al año siguiente tras la firma de un alto al fuego.
Durante las primeras etapas de la revolución de Yemen en 2011, el líder hutí Abdul-Malik al-Houthi declaró el apoyo del grupo a las manifestaciones para pedir la renuncia del presidente Alí Abdalá Salé.
A finales de año, con Salé preparado para dejar el cargo, los hutíes sitiaron el pueblo de mayoría suní de Dammaj en el norte de Yemen, un paso hacia la consecución de la autonomía virtual para la región de Saada.
Los hutíes boicotearon las elecciones de un solo candidato a principios de 2012 para dar a Abd Rabbuh Mansur Hadi un período de dos años de mandato. Luego participarían en la Conferencia de Diálogo Nacional, que denegó el apoyo a un acuerdo final a principios de 2014 y extendió a Hadi el mandato por un año más. Mientras tanto, el conflicto entre las tribus hutíes y sunitas en el norte de Yemen se extendió a otras provincias, incluyendo la gobernación de Saná a mediados de 2014. Después de varias semanas de protestas callejeras contra la administración de Hadi, quien hizo recortes a los subsidios a los combustibles impopulares en el grupo, los hutíes se enfrentaron a las fuerzas del Ejército de Yemen bajo el mando del general Ali Mohsen al-Ahmar. En una batalla de unos pocos días, los combatientes hutíes tomaron el control de Saná, la capital yemení, en septiembre de 2014. Los hutíes obligaron Hadi a negociar un acuerdo para poner fin a la violencia, por el que el Gobierno dimitió y los hutíes alcanzaron un nivel sin precedentes de influencia sobre las instituciones del estado y la política.
En enero de 2015, descontentos con una propuesta para dividir el país en seis regiones federales, combatientes hutíes tomaron el complejo presidencial en Saná. El juego de poder llevó a la renuncia del presidente Abd Rabbuh Mansur Hadi y sus ministros. El liderazgo político hutí a cargo, anunció la disolución del Parlamento y la formación de un comité revolucionario para gobernar el país el 6 de febrero de 2015.
El 21 de febrero, un mes después de que militantes hutíes confinaron a Hadi a su residencia en Saná, este escapó de la capital y viajó a Adén, la antigua capital de Yemen del Sur. En un discurso televisado desde su ciudad natal declaró que la toma de control hutí era ilegítima e indicó que seguía siendo el presidente constitucional de Yemen. Su predecesor como presidente, Alí Abdalá Salé, (quien había sido ampliamente acusado de ayudar a los hutíes durante su toma de control de Saná el año anterior) denunció públicamente a Hadi y lo exhortó a exiliarse.

### Acusaciones de apoyo externo

#### Irán
Los hutíes han sido acusado de ser aprovisionados por Irán, ya que ambos siguen el chiismo. (A pesar de que los iraníes son seguidores del decimosegundo imán y los hutíes chiitas del quinto imán). Los Estados Unidos y Arabia Saudita han alegado que los hutíes reciben armas y entrenamiento de Irán. El gobierno hutí y el iraní han negado cualquier relación. 
También se ha acusado a Eritrea de filtrar material iraní para los hutíes, además de ofrecer atención médica a los combatientes hutíes heridos. El gobierno eritreo ha calificado las acusaciones de "sin fundamento" y declarado después del estallido de las hostilidades que considera la crisis yemení "un asunto interno". Los documentos de Wikileaks sugieren que en privado los funcionarios estadounidenses creen que las acusaciones de apoyo iraní a los hutíes han sido exagerados por el Gobierno de Yemen por razones políticas.

#### Estados Unidos
El gobierno de Yemen, por su parte, ha disfrutado de considerable respaldo internacional por parte de los Estados Unidos y de las monarquías del Golfo Pérsico tras solicitar su apoyo en múltiples ocasiones. Ataques con drones estadounidenses se llevan a cabo regularmente durante la presidencia de Hadi, en Saná, por lo general contra Al Qaeda en la península arábiga. Estados Unidos también fue un importante proveedor de armas al gobierno de Yemen, aunque de acuerdo con el Pentágono, cientos de millones de dólares en material han desaparecido desde que fue entregado. Arabia Saudita proporcionó ayuda financiera a Yemen hasta finales de 2014, cuando se suspendieron, los hutíes tomaron el control de Saná y creció su influencia sobre Yemen.

## Desarrollo

### Inicio del conflicto
Después de varias semanas de protestas callejeras contra la administración de Hadi debido al recorte en los subsidios al combustible, los hutíes lucharon contra las fuerzas del ejército de Yemen bajo el mando del general Ali Mohsen al-Ahmar. En una batalla que duró solo unos días, los combatientes hutíes tomaron el control de Saná, la capital de Yemen, en septiembre de 2014. Los hutíes obligaron a Hadi a negociar un acuerdo para poner fin a la violencia, en el que el gobierno renunció y los hutíes ganaron un nivel de influencia sin precedentes sobre las instituciones y la política del estado.
En enero de 2015, debido a los descontentos producidos tras una propuesta de dividir el país en seis regiones federales,los combatientes hutíes tomaron el recinto presidencial en Saná. El juego de poder provocó la renuncia del presidente Abdrabbuh Mansur Hadi y sus ministros. El grupo de hutíes luego anunció la disolución del parlamento y la formación de un Comité Revolucionario para gobernar el país el 6 de febrero de 2015.
El 21 de febrero, un mes después de que los militantes hutíes confinaran a Hadi a su residencia en Saná, salió de la capital y viajó a Adén. En un discurso televisado desde su ciudad natal, declaró que la toma del poder por parte de los hutíes era ilegítima e indicó que seguía siendo el presidente constitucional de Yemen. Su predecesor como presidente, Ali Abdullah Saleh, de quien se sospechaba ampliamente que había ayudado a los hutíes durante su toma de control de Saná el año anterior, denunció públicamente a Hadi y le pidió que se exiliara.
El 19 de marzo de 2015, las tropas leales a Hadi se enfrentaron con quienes se negaron a reconocer su autoridad en la batalla del aeropuerto de Adén. Las fuerzas del general Abdul-Hafez al-Saqqaf fueron derrotadas y al-Saqqaf huyó hacia Saná. En aparente represalia por la derrota de al-Saqqaf, aviones de guerra pilotados por pilotos hutíes bombardearon el recinto de Hadi en Adén.
Después de los atentados con bomba en la mezquita de Saná el 20 de marzo de 2015, en un discurso televisado, Abdul-Malik al-Houthi, el líder de los Houthi, dijo que la decisión de su grupo de movilizarse para la guerra era "imperativa" en las circunstancias actuales y que Al-Qaeda y sus afiliados, entre los que cuenta a Hadi, serían atacados, a diferencia del sur de Yemen y sus ciudadanos. El presidente Hadi declaró a Adén como la capital temporal de Yemen, mientras que Sanaʽa permaneció bajo el control de los hutíes.
Además, el mismo día de los atentados contra las mezquitas, militantes de al-Qaeda capturaron la capital provincial de Lahij, distrito de Al Houta, después de matar a unos 20 soldados antes de ser expulsados varias horas después.
Hadi reiteró en un discurso el 21 de marzo de 2015 que él era el presidente legítimo de Yemen y declaró: "Restauraremos la seguridad en el país e izaremos la bandera de Yemen en Saná, en lugar de la bandera iraní". También declaró. Adén para ser la "capital económica y temporal" de Yemen debido a la ocupación Houthi de Sanaʽa, que prometió que sería retomada.
El 22 de marzo de 2015, una ofensiva de los hutíes comenzó con combates en la gobernación de Taiz. El 25 de marzo, Taiz, Mocha y Lahij cayeron en manos de los hutíes hasta los alrededores de Aden, la sede del poder del gobierno de Hadi.
Ese mismo día, Hadi huyó del país, y una coalición internacional liderada por Arabia Saudita lanzó una serie de operaciones militares con ataques aéreos para restaurar el antiguo gobierno yemení, y los Estados Unidos prestaron su apoyo logístico para la campaña. Las tropas de Egipto desembarcaron también en costas de Yemen. 
Desde el 7 de abril, al menos 310 personas fallecieron en Aden como consecuencia de los combates. Las fuerzas hutíes continuaron con su campaña contra el territorio de Arabia Saudí el domingo 13 de noviembre y capturaron varios sitios del ejército saudita en la región de Jizan.
Según el ala oficial de medios de las fuerzas hutíes, sus unidades capturaron el domingo 4 aldeas en la provincia de Jizán, incluyendo Sharq al-Bahtit, Qilal al-Qarn, al-Kars y otro pequeño pueblo junto a este.

## Intervención militar liderada por Arabia Saudita
La intervención tuvo lugar a petición del gobierno yemení, debido a una ofensiva hutí contra su capital provisional, Adén. El 21 de abril, la coalición inició oficialmente una campaña de bombardeos.En ciertos foros de la comunidad internacional se dice que la intervención cumple con el Artículo 2.4 de la Carta de la ONU; lo que algunos académicos han cuestionado.
Inicialmente, la intervención consistió en una campaña de bombardeos contra los rebeldes hutíes y posteriormente, un bloqueo naval y el despliegue de fuerzas terrestres en Yemen. La coalición liderada por Arabia Saudita atacó las posiciones de la milicia hutí y a los leales al expresidente de Yemen, Alí Abdalá Salé, presuntamente apoyado por Irán (ver Conflicto de poder entre Irán y Arabia Saudita).
La guerra ha sido muy criticada, y provocó un dramático empeoramiento de la situación humanitaria de Yemen, que alcanzó el nivel de "desastre humanitario" o "catástrofe humanitaria", y que algunos han calificado de genocidio.
En 2019, la crisis se describió como un "conflicto militar que lleva años en punto muerto".
A principios de abril de 2022, ambas partes enfrentadas iniciaron una tregua auspiciada por la ONU, luego de seis años de una anterior corta tregua, pero en octubre del mismo año ambos bandos no acordaron seguir con la misma.
La intervención se produjo a solicitud del gobierno yemení, tras una ofensiva hutí contra su capital provisional, Adén luego de un levantamiento en el marco de la Primavera Árabe en 2011, que forzó al entonces presidente Ali Abdullah Saleh, a entregar el poder al vicepresidente, Abd Rabbu Mansour Hadi.  
Se creía que una transición política llevaría la paz al país, pero esta fracasó, por lo que se produjo una lucha de poder entre los simpatizantes de Saleh, el movimiento rebelde de los hutíes, y las fuerzas de Hadi. Saleh, mandatario yemení que gobernaba el país durante más de 30 años, se unió a los hutíes para expulsar a Hadi del gobierno yemení. Desde 2014, Saleh y los hutíes controlan la capital, que solamente quedó en manos de los hutíes tras el asesinato de Saleh. 
En 2015, Arabia Saudita, alarmada por el avance de los hutíes, grupo que considera apoyado militarmente por Irán, lanzó una campaña militar aérea para restaurar al gobierno de Hadi, que había pedido una intervención para recuperar la capital y eliminar la amenaza hutí. Además, Arabia Saudí se veía amenazada por Irán, la potencia regional chiita y su principal competidor en Oriente Medio.
Los principales países que formaron la coalición internacional para derrocar a los hutíes fueron los Estados árabes sunís, incluidos Catar, Kuwait, Emiratos Árabes Unidos, Baréin, Egipto, Jordania, Marruecos, Sudán y Senegal. Algunos de estos países sólo participaron en incursiones aéreas, pero otros también enviaron tropas a Yemen para combatir por tierra.

## Presencia del Estado Islámico
El Estado Islámico ha proclamado varias provincias en Yemen y ha instado a sus seguidores a librar una guerra contra el movimiento Houthi, así como contra los zaidíes en general. Los militantes de ISIS han llevado a cabo ataques con bombas en varias partes del país, particularmente contra mezquitas en Saná.
El 6 de octubre de 2015, militantes del EI llevaron a cabo una serie de atentados suicidas en Adén que mataron a 15 soldados afiliados al gobierno liderado por Hadi y la coalición liderada por Arabia Saudita. Los ataques fueron dirigidos contra el hotel al-Qasr, que había sido un cuartel general para funcionarios pro-Hadi, y también instalaciones militares. Funcionarios yemeníes y la agencia estatal de noticias de los Emiratos Árabes Unidos declararon que 11 soldados yemeníes y 4 de los Emiratos Árabes Unidos murieron en Adén debido a 4 atentados suicidas coordinados del Estado Islámico. Antes de la reivindicación de responsabilidad por parte del Estado Islámico, los funcionarios de los Emiratos Árabes Unidos culparon a los hutíes y al expresidente Ali Abdullah Saleh, por los ataques.

## Situación humanitaria

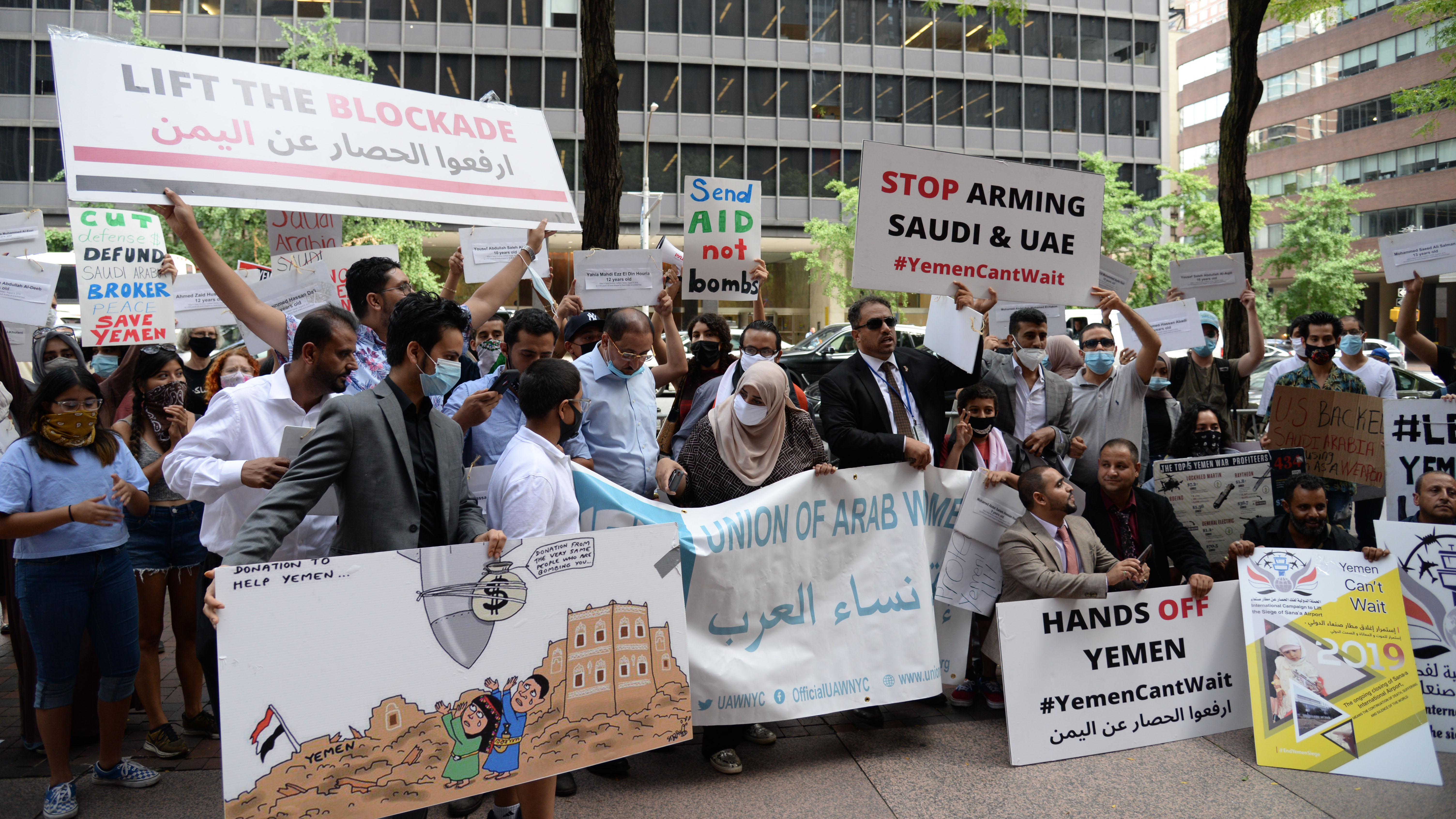
Marcha en contra de la guerra civil hecha el 14 de agosto de 2020

En febrero de 2018, la ONU hizo un balance de las víctimas civiles, que superaron las 10 000 muertes en el último año y medio. El bloqueo del país por parte de las potencias árabes ha provocado la "peor crisis humanitaria del planeta", según la ONU: 7 millones de personas, es decir una cuarta parte de la población, están al borde de la hambruna; 1 millón se ha visto afectado por el cólera.
En noviembre de 2019, el proyecto Armed Conflict Location and Event Data (Acled), un proyecto de la Universidad de Sussex, afirma haber registrado al menos 100 000 muertes en los combates y bombardeos del conflicto en Yemen desde 2015, sin incluir las víctimas de la crisis humanitaria. La gran mayoría de las víctimas civiles se deben a los ataques aéreos de la coalición liderada por Arabia Saudí.
Según Human Rights Watch, desde el inicio del conflicto en marzo de 2015, en violación del derecho internacional humanitario, la coalición ha impuesto un bloqueo naval y aéreo a Yemen, que ha restringido gravemente el suministro de alimentos, combustible y medicamentos a los civiles. La ONU subrayó a principios de 2021 que Yemen había "perdido más de dos décadas de desarrollo" y podía convertirse en un "estado insostenible" y "muy difícil de reconstruir".
En junio de 2020, ACNUR dijo que, tras más de cinco años de guerra en Yemen, más de 3,6 millones de personas se han visto obligadas a huir de sus hogares, mientras que 24 millones necesitan ayuda urgentemente. El grupo también informó que se ha registrado una brecha significativa en el financiamiento, con solo US$63 millones recibidos hasta el momento, mientras que se necesitan al menos US$211,9 millones para ejecutar las operaciones en 2020. 
El 2 de julio de 2020, Human Rights Watch informó de que las personas detenidas en el centro de Bir Ahmed de Adén se enfrentaban a graves riesgos de salud debido a la rápida propagación de la pandemia de coronavirus. El centro de detención informal, controlado por las autoridades yemeníes afiliadas al Consejo de Transición del Sur y respaldado por Emiratos Árabes Unidos, estaba gravemente sobrepoblado y se ha visto privado de instalaciones de atención médica. 
A principios de 2021, las agencias de la ONU estimaban que 250 000 personas morirían a causa de los combates y la crisis humanitaria. Sin embargo, debido al caos del conflicto, muchas ciudades, zonas y regiones del país son de difícil acceso, lo que dificultaba cualquier estimación del conflicto. 
A finales de 2021, la ONU dijo que 150 000-300 000 personas habían muerto en los combates y otras 227 000 fallecido a causa de las consecuencias indirectas del conflicto, como la falta de agua potable, el hambre y las enfermedades. La mayoría de las víctimas indirectas son niños, al ser "especialmente vulnerables a la malnutrición y la desnutrición".

### Acusaciones de crímenes de guerra
En agosto de 2018, un informe de expertos de la ONU dijo que todas las partes del conflicto podrían haber cometido crímenes de guerra, incluidos los gobiernos de Yemen, Emiratos Árabes Unidos y Arabia Saudita, y el movimiento hutí. La ONU describió el conflicto como la peor crisis humanitaria del mundo. El informe documentó 6.475 muertes en el conflicto, pero estimaba que el número real era significativamente mayor. El informe criticaba los ataques aéreos de Arabia Saudí y acusaba a las partes de violaciones ilegales como "privación del derecho a la vida, detención arbitraria, violación, tortura, desapariciones forzadas y reclutamiento de niños". 
En febrero de 2020, Stoke White, bufete de abogados británico, hizo un llamamiento a las autoridades de Gran Bretaña, Estados Unidos y Turquía para que detuvieran a altos funcionarios de los Emiratos Árabes Unidos (EAU) por presuntos crímenes de guerra y tortura en Yemen. Las denuncias se presentaron en virtud de la disposición de la "jurisdicción universal", según la que las naciones deben investigar las violaciones de la Convención de Ginebra por posibles crímenes de guerra. 
En marzo de 2020, Human Rights Watch acusó a las fuerzas militares saudíes y a las fuerzas yemeníes respaldadas por Arabia Saudita de cometer abusos contra civiles yemeníes en la provincia oriental de al-Mahrah. Los acusaron de detener arbitrariamente, torturar y trasladar ilegalmente a detenidos al reino de Arabia Saudita. El informe documentaba 16 casos de detención arbitraria y cinco casos de detenidos que habían sido trasladados ilegalmente a Arabia Saudita. 
Según un informe de mayo de 2020 del grupo yemení de derechos humanos Mwatana, desde mayo de 2016 se han documentado más de 1.600 casos de detenciones arbitrarias, 770 desapariciones forzadas, 344 casos de tortura y al menos 66 muertes en prisiones no oficiales. El informe afirmaba que los hutíes eran responsables de la mayoría de los abusos. Los culpó de 350 desapariciones forzadas, 138 incidentes de tortura y 27 muertes bajo custodia, mientras que las fuerzas respaldadas por Emiratos Árabes Unidos, incluido el Consejo de Transición del Sur, fueron responsables de 327 desapariciones, 141 casos de tortura y 25 muertes bajo custodia. El informe culpó a las fuerzas leales al gobierno yemení respaldado por Arabia Saudita por 65 casos de tortura y más de 24 muertes. 
Una investigación de Sky News informó de que el 12 de julio de 2020, un ataque aéreo en el norte de Yemen, presuntamente llevado a cabo por la coalición liderada por Arabia Saudita, alcanzó la casa de una familia y mató a seis niños y tres mujeres. Se encontraron fragmentos de la bomba y parte de la metralla que parecía ser parte de una bomba GBU-12 de 500 libras guiada por aletas, fabricada en Estados Unidos. El Equipo Conjunto de Evaluación de Incidentes todavía investiga el ataque. 
La ONU acusa a ambas partes del conflicto de utilizar niños soldados. En agosto de 2018, la ONU informó de que dos tercios de los niños soldados de Yemen luchaban por los hutíes. El informe documentó 800 casos de niños soldados en 2017.  En diciembre de 2018, The New York Times informó que Arabia Saudita había contratado a niños soldados de Sudán (especialmente de Darfur) y Yemen para luchar contra los hutíes. Informaron de que hasta 14.000 milicianos sudaneses luchaban en la guerra, muchos de ellos niños. 
En marzo de 2019, se informó que las fuerzas especiales británicas del SAS supuestamente habían participado en el entrenamiento de niños soldados en Yemen.  En marzo de 2019, Al Jazeera informó que Arabia Saudita reclutó a niños yemeníes para proteger la frontera entre Arabia Saudita y Yemen contra los hutíes.  En enero de 2022, la ONU informó de que 1.406 niños soldados reclutados por los hutíes habían muerto en el campo de batalla en 2020 y 562 habían muerto entre enero y mayo de 2021. 
En febrero de 2022, hombres armados desconocidos secuestraron a cinco miembros del personal de la ONU en el sur de Yemen cuando regresaban a Adén después de una visita sobre el terreno. Según Russell Geekie, portavoz del máximo funcionario de la ONU en Yemen, la tripulación fue secuestrada el viernes 11 de febrero de 2022 en la gobernación de Abyan. En agosto de 2023, el personal de la ONU secuestrado fue liberado.

## Impacto en la sociedad yemení
Según estimaciones de la ONU, la guerra ha causado directamente la muerte de más de 3.000 niños hasta diciembre de 2020; mientras que las causas indirectas de la guerra (falta de alimentos, salud e infraestructura) han provocado más muertes y la ONU estima que, a finales de 2021, el 70 % de todas las víctimas de la guerra (alrededor de 259.000) habían sido niños menores de cinco años.
Las ONG informan de que las poblaciones vulnerables de Yemen corrían un mayor riesgo de ser víctimas de trata de personas en 2015 debido al conflicto armado, los disturbios civiles y la anarquía. Los trabajadores migrantes de Somalia que permanecieron en Yemen durante este período sufrieron un aumento de la violencia, y las mujeres y los niños se volvieron más vulnerables a la trata de personas. 
La prostitución de mujeres y niños esclavas sexuales es un problema social en Yemen. Los ciudadanos de otros estados del Golfo se ven atraídos por la industria del turismo sexual. Las personas más pobres de Yemen trabajan localmente y los niños suelen ser vendidos como esclavos sexuales en el extranjero. 
Si bien el problema está empeorando, el gobierno ha ignorado la difícil situación de los somalíes en Yemen.Haciendo hincapié en las graves necesidades humanitarias de unos 23,4 millones de personas, el UNFPA (Fondo de Población de la ONU) informó de la falta de acceso a servicios de salud y protección sexual y reproductiva, así como de muertes durante el embarazo y el parto y de la violencia potencialmente mortal. También se informó de un aumento del matrimonio infantil como mecanismo de supervivencia por parte de las familias empobrecidas a medida que continúa el conflicto. 
Según UNICEF, dos millones de niños han abandonado la escuela en Yemen desde que comenzó el conflicto en marzo de 2015. La educación de otros 3,7 millones de niños es incierta, ya que los maestros no han recibido salarios en los últimos dos años.
A mediados de mayo de 2019, una serie de ataques aéreos de Arabia Saudita y los Emiratos Árabes Unidos alcanzaron objetivos hutíes en las afueras de Saná. Uno de los ataques aéreos destruyó varias viviendas, matando a cinco civiles e hiriendo a más de 30.
Según el Proyecto de Datos de Eventos y Ubicación de Conflictos Armados, mientras que la coalición liderada por Arabia Saudita desde 2016 ha causado 4.800 de las aproximadamente 7.000 muertes de civiles, los hutíes son responsables de 1.300 muertes de civiles.
El 9 de octubre de 2019, Save the Children advirtió de un aumento significativo de los casos de cólera en el norte de Yemen. La crisis provocada por el aumento de la escasez de combustible ha afectado a varios miles de niños y sus familias.
El 16 de junio de 2020, la ONU eliminó la coalición liderada por Arabia Saudita que lucha en la guerra de Yemen de una lista negra anual de partes que violan los derechos de los niños. La resolución se tomó a pesar de que la ONU concluyese que las operaciones de la coalición mataron o hirieron a casi 222 niños en Yemen en 2019. La eliminación de la coalición liderada por Arabia Saudí de la lista negra deja a los niños yemeníes vulnerables a futuros ataques.

### Crisis sanitaria
En 2018, la ONU advirtió de que 13 millones de civiles yemeníes se enfrentaban a padecer hambruna en lo que podría convertirse en "la peor hambruna del mundo en 100 años". La ONU estimaba que la guerra había causado aproximadamente 230.000 muertes hasta diciembre de 2020, de las cuales 130.000 se debieron a causas indirectas, como la falta de alimentos, servicios de salud e infraestructura.
Entre octubre de 2016 y agosto de 2019, se notificaron más de 2.036.960 posibles casos de cólera en Yemen, incluidas 3.716 muertes relacionadas (con una tasa de mortalidad del 0,18 %).
El virus de la gripe estacional en Yemen se ha cobrado más de 270 vidas desde octubre de 2019. Las deficientes instalaciones médicas y la pobreza generalizada por la guerra provocaron la muerte de muchos pacientes en sus hogares. 
Entre abril y julio de 2020, la investigación mostró que hubo un pico en las tasas diarias de exceso de entierros de aproximadamente 1.500 por la pandemia de COVID-19. La vigilancia general de la enfermedad en Yemen también se vio afectada por el conflicto armado. El sistema de alerta temprana de enfermedades estaba fragmentado y el gobierno no tenía control del sistema en las zonas controladas por los hutíes y viceversa. 
La ONU estima que, a finales de 2021, el conflicto en Yemen se había cobrado más de 377.000 vidas, siendo un 70 % de las muertes de niños menores de 5 años.

### Educación
La guerra afectó gravemente al sistema educativo del país. Según las estadísticas de 2013 del ministerio de Educación del país, de los más de 5 millones de estudiantes registrados, el número de niños que no asisten a la escuela aumentó a 1,8 millones en 2015-16. Además, hay 3.600 escuelas directamente afectadas; 68 están ocupadas por grupos armados, 248 tienen graves daños estructurales y 270 se utilizan para albergar a refugiados. El gobierno yemení no ha podido aliviar la situación debido a la falta de autoridad y personal.
Algunos de los problemas del sistema educativo son la falta de recursos financieros para el funcionamiento de las escuelas y los salarios de los maestros, la falta de materiales para reconstruir las escuelas dañadas y la falta de maquinaria para imprimir libros de texto y proporcionar útiles escolares. Ello se debe al inestable gobierno que no puede ofrecer suficiente apoyo financiero, ya que muchas escuelas están dañadas o se utilizan para otros fines.
A pesar de la guerra y la destrucción de escuelas, el Ministerio de Educación pudo enviar equipos para supervisar el examen final de las escuelas primarias y secundarias con el fin de otorgar a los estudiantes certificados de 15 o 16 años escolares. 

### Calidad de vida
La guerra civil ha afectado enormemente a la calidad de vida de la población, que sufre enormes dificultades. Aunque las minas estén prohibidas por el gobierno, las fuerzas hutíes colocaron minas antipersonal en muchas partes de Yemen, incluida Adén. Miles de civiles resultan heridos cuando pisan accidentalmente minas; muchos pierden las piernas y se lesionan los ojos. 
Se estima que las fuerzas hutíes han colocado más de 500.000 minas durante el conflicto. El ejército yemení pro-Hadi fue capaz de retirar 300.000 minas hutíes en zonas recientemente capturadas, incluidas 40.000 en las afueras de la provincia de Marib, según fuentes oficiales.
Las fábricas han cesado la producción y miles de personas han perdido sus empleos. Debido a la disminución de la producción, los alimentos, las medicinas y otros productos básicos de consumo se han vuelto escasos. Los precios de estos bienes han subido y los civiles ya no pueden permitírselos para su sustento.

### Crisis de refugiados
Yibuti, un pequeño país en el Cuerno de África al otro lado del estrecho de Bab el-Mandeb desde Yemen, ha recibido una afluencia de refugiados desde el comienzo de la campaña.  Los refugiados también huyeron de Yemen a Somalia, llegando por mar a Somalilandia y Puntlandia a partir del 28 de marzo.
El Alto Comisionado de la ONU para los Refugiados (ACNUR) informó en agosto de 2015 que un total de casi 100.000 personas habían huido de Yemen, especialmente a otros países de la región, como Arabia Saudita y Yibuti.En septiembre de 2016, ACNUR estimó en 2,4 millones de yemeníes la cantidad de desplazados dentro del país y en 120.000 los solicitantes de asilo.
Según la Organización Internacional para las Migraciones, a pesar de la peligrosa situación, casi 150.000 migrantes de Etiopía llegaron a Yemen en 2018, la mayoría de los cuales se dirigían a Arabia Saudí en busca de empleo. 
En octubre de 2019, Kuwait donó 12 millones de dólares a ACNUR para apoyar sus programas humanitarios en Yemen. Salvatore Lombardo, Jefe de Gabinete de ACNUR, dijo que la donación se destinaría a abordar los problemas de los desplazados internos de Yemen. 

## Reacciones internacionales
Desde el derrocamiento del gobierno de Yemen, varios países de la Liga Árabe, entre ellos Arabia Saudí, Omán, Egipto y Jordania, han mostrado su descontento respecto a la guerra civil que asola al país.

### Respuesta de la ONU
La ONU ha seguido de cerca la guerra yemení desde sus inicios. Ha buscado soluciones para aliviar las preocupaciones de seguridad en Yemen y evitar que el conflicto entre Hadi y los hutíes se intensifique. El Acuerdo de Paz y Asociación Nacional de 2014 fue su último intento de sofocar la disputa antes de que se transformara en una guerra.
La representante de la ONU, la baronesa Amos, secretaria general adjunta de Asuntos Humanitarios y coordinadora del Socorro de Emergencia, dijo el 2 de abril de 2015 que estaba "extremadamente preocupada" por la suerte de los civiles atrapados en feroces combates, después de que las agencias de ayuda informaran de 519 personas muertas y 1.700 heridas en dos semanas. La agencia de la ONU para la infancia informó de 62 niños muertos y 30 heridos, así como de niños reclutados como soldados. 
En diciembre de 2018, se esperaba que comenzaran las conversaciones patrocinadas por la ONU entre los hutíes y el gobierno respaldado por Arabia Saudita. La ONU también comenzó a usar sus aviones para transportar a combatientes hutíes heridos desde la capital yemení, Saná, a Omán, allanando el camino para las conversaciones de paz planificadas después de casi cuatro años de guerra civil.
El 27 de septiembre de 2020, la ONU anunció que los rebeldes hutíes, respaldados por Irán; y el gobierno de Hadi, apoyado por la coalición militar liderada por Arabia Saudí, acordaron intercambiar a unos 1.081 detenidos y prisioneros relacionados con el conflicto como parte de un plan de liberación alcanzado a principios de 2020. El acuerdo establecía la liberación de 681 rebeldes junto con 400 miembros de las fuerzas gubernamentales de Hadi, que incluían a quince saudíes y cuatro sudaneses. 
El acuerdo se concretó después de una reunión de una semana celebrada en Glion (Suiza), presidida por el enviado especial de la ONU para Yemen, Martin Griffiths.Ambas partes acordaron varias medidas, incluido el alto el fuego en la estratégica ciudad portuaria de Hodeida. Se llegó a un acuerdo de intercambio de prisioneros como parte de las conversaciones de paz de 2018 celebradas en Suecia. 
Sin embargo, la implementación del plan chocó con las ofensivas militares de los hutíes y la coalición liderada por Arabia Saudita, que agravaron la crisis humanitaria de Yemen, dejando a millones de personas con escasez de suministros médicos y alimentarios.
El 7 de octubre de 2022, el Consejo de Derechos Humanos de la ONU adoptó, sin votación, una resolución inútil sobre Yemen que no establecía un mecanismo creíble de supervisión y rendición de cuentas independiente e imparcial. La adopción se produjo un año después de que el mismo organismo rechazara la renovación del mandato del Grupo de Expertos Eminentes (GEE), órgano internacional, imparcial e independiente establecido por el Consejo de Derechos Humanos en 2017 que informó sobre violaciones de derechos y abusos en Yemen.

## Intentos de acuerdos de paz
La guerra civil yemení, que comenzó en 2014, ha sido uno de los conflictos más intensos de la historia y ha provocado una grave crisis humanitaria. En los últimos años, sin embargo, se han realizado varios esfuerzos por lograr una solución pacífica y llevar la estabilidad al país. 
Uno de los avances más importantes en el proceso de paz fue el Acuerdo de Estocolmo, alcanzado en diciembre de 2018 entre las partes en conflicto, el gobierno de Yemen y los rebeldes hutíes. Este acuerdo se centró en la implementación de un alto el fuego en la ciudad de Hodeida y las áreas circundantes a la ciudad. El acuerdo también se centró en el redespliegue de las fuerzas y en abordar las preocupaciones humanitarias. El acuerdo fue visto como un paso significativo para aliviar el sufrimiento del pueblo yemení y para futuras negociaciones. 
Posteriormente, se han celebrado múltiples rondas de conversaciones y negociaciones facilitadas por la ONU. Estas discusiones han abarcado una solución política global, el intercambio de prisioneros y el establecimiento de un gobierno de transición. El objetivo principal ha sido abordar las causas del conflicto, fomentar la reconciliación nacional y restablecer la seguridad y la estabilidad en el Yemen. 
Otro acontecimiento importante en el proceso de paz fue el Acuerdo de Riad, entre el gobierno yemení y el Consejo de Transición del Sur (CTS) en noviembre de 2019. Este acuerdo tenía como objetivo resolver las luchas de poder en el sur de Yemen mediante el establecimiento de un acuerdo para compartir el poder entre las dos partes. Se consideró un paso importante hacia el logro de un Yemen unificado y un componente importante del proceso de paz más amplio.
Si bien se han logrado avances, el camino hacia la paz en Yemen sigue siendo difícil debido a los continuos enfrentamientos, divisiones políticas y rivalidades regionales. Además, la situación humanitaria en Yemen sigue siendo grave, con millones de personas que necesitan asistencia urgente.